# Marché couvert de Chaumont
Le marché de Chaumont, est un édifice civil situé au centre-ville, rue G. Clémenceau. Il fait l’objet d’une inscription au titre des monuments historiques depuis le 20 mai 1988.

## Historique
Il fut construit au XIXe siècle sur l’emplacement de l'ancienne église Saint-Michel tombée en ruines et rasée. Elle est dans une architecture de fonte du style des halles de Baltard.

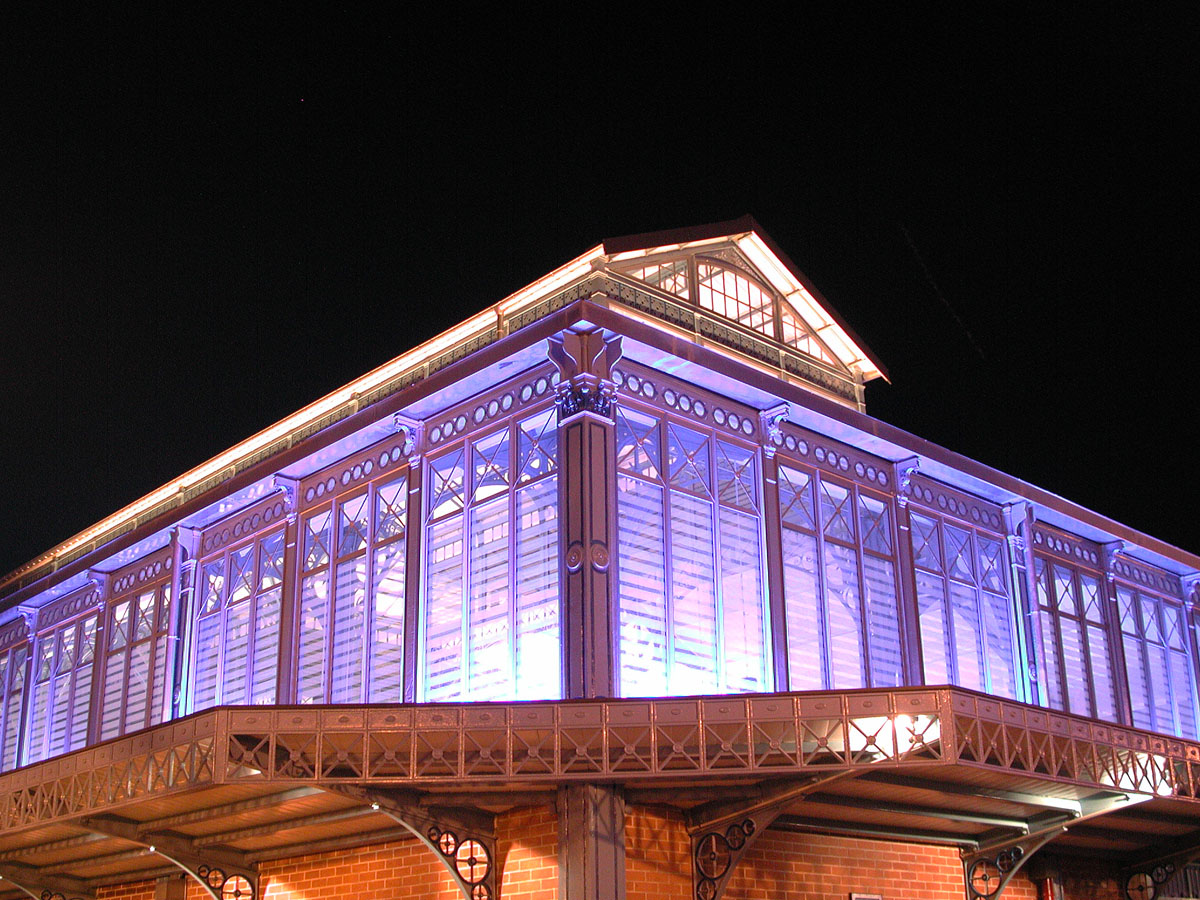